# ستاروشدله
ستاروشدله (به لهستانی:  Starosiedle) یک منطقهٔ مسکونی در لهستان است که در گمینا گوبین واقع شده‌است.